# Synanthedon soffneri
Espèce
Synanthedon soffneri, la Sésie du chèvrefeuille, est une espèce de lépidoptères (papillons) de la famille des Sesiidae (sésies). Sa présence en France n'est attestée que depuis 1995. Sa chenille se nourrit de chèvrefeuilles. 